# Dolní Rožínka
Dolní Rožínka (in tedesco Unter Rosinka) è un comune ceco situato nel distretto di Žďár nad Sázavou, nella regione di Vysočina.